# عنف جنساني

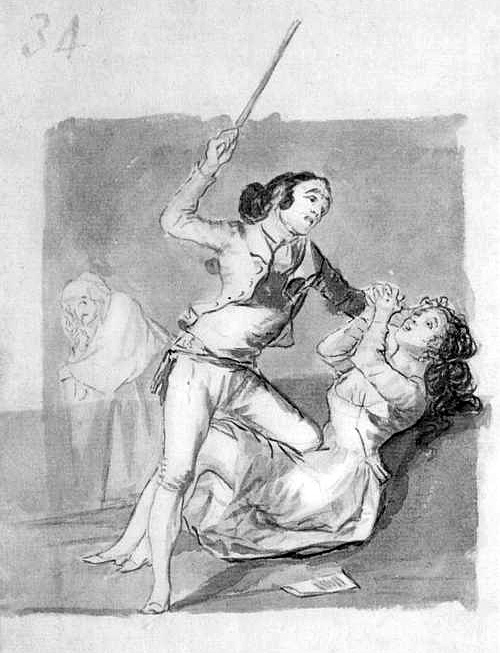

العنف الجنساني، المعروف أيضًا بالعنف القائم على أساس النوع الاجتماعي (في الإنجليزية: Gender violence)، هو المصطلح المستخدم للدلالة على الأذى الذي يلحق بالأفراد والجماعات، بسبب الأفكار المعيارية المرتبطة بجندرهم. وقد تتظاهر هذه الصلة في المفاهيم الاجتماعية للأدوار الجندرية، وفي كلا القوى المؤسساتية والهيكلية التي تُجيز العنف القائم على أساس الجندر، وفي التأثيرات الاجتماعية التي تُهيئ أحداث العنف على أساس الجندر. وعلى الرغم من أنّ استخدام المصطلح يكون غالبًا بشكل مترادف مع «العنف ضد المرأة»، إلّا أنّ العنف الجنساني يمكن أن يحدث لأي شخص مهما كان جندره، بما في ذلك الرجال، النساء، الأطفال الذكور والإناث، والأفراد متعددي الجندر.
تتشكل الممارسات المرتبطة بشدة بالعنف بشكل كبير عن طريق الفهم العام للأدوار الجندرية والجندر، فعلى سبيل المثال: يقتضي المفهوم المعاصر للحرب انقسام السكان لمدنيين ومقاتلين، مع وجود اعتبار عام بأنّ الرجال يشكلون الغالبية العظمى من المقاتلين، بينما يشكل النساء والأطفال الصغار أغلبية المدنيين. وفي مذبحة سربرنيتسا –مثلًا، قُتِل نحو 8000 شخص من الرجال والأطفال الذكور؛ كان أساس قتلهم هو التصوُّر الجندري لاحتمالية أن يكونوا أو يصبحوا مقاتلين في حرب البوسنة.
عند مناقشة الجندر والعنف على المستويات الإقليمية، فمن المحتمل إهمال تجارب الأشخاص الذين يعيشون في مساحاتٍ انتقاليةٍ أو أولئك غير المشمولين في البيانات الإقليمية؛ تتضمن هذه الحالات النازحين، والأشخاص الذين يلتمسون اللجوء، واللاجئين.

## آسيا
يُشَكِّل العنف ضد المرأة مصدر قلق كبير في المناطق الآسيوية، ولا سيّما انتشار العنف الزوجي الذي يختلف اختلافًا كبيرًا عبر بلدان جنوب آسيا؛ تتعرّض النساء المتزوجات اللواتي تتراوح أعمارهن بين 15 و49 سنة، للعنف الجسدي أو الجنسي ضمن الزواج (العنف الأسري) بنسبة 20٪ في جزر المالديف، و26٪ في باكستان، و28٪ في نيبال، و38٪ في الهند، و53٪ في بنغلاديش.
إنّ العنف ضد المرأة قضية خطيرة للغاية، ويمكن أن تؤدّي إلى الموت، فعلى سبيل المثال: سجّلت الهند أكثر من 40000 حالة وفاة مرتبطة بالمهور بين عامي 2011 و2015. وتشير مؤسسة آسيا إلى أنّ العنف القائم على أساس الجندر في النيبال وبنجلاديش، هو السبب الأول أو الثاني في جرائم القتل الدولية في هذه البلدان.
كان أحد أهم أعمال العنف التاريخي ضد النساء هو تأسيس «نساء المتعة»؛ عندما أجبرت عشرات الآلاف من الشابات –غالبيتهن من كوريا- على ممارسة الجنس من قِبَل الجيش الياباني خلال الحرب العالمية الثانية. انظر أيضًا العنف ضد المرأة في ماليزيا.

## الشرق الأوسط
يستهدف العنف الجنساني في الشرق الأوسط المرأة إلى حد كبير، وتبرّره القوانين السياسية. تتضمن أعمال العنف الجنساني الزواج القسري المبكر، والاغتصاب، والعنف المنزلي. وكذلك الحالات التي تستخدم فيها الشريعة الإسلامية لتبرير قتل النساء للحفاظ على شرف الرجال وهو امر غير مقبول في الشريعه الاسلاميه الحقيقيه. ففي اليمن -على سبيل المثال- تعرّضت 400 امرأة لجرائم الشرف بين عامي 1996 و1998.
كذلك يبرر علماء الشريعة المنافقين اغتصاب وضرب وبيع النساء والفتيات غير المسلمات.
تجعل العقلية الأبوية الطاغية في القوانين الدينية والسياسية بحث النساء عن خياراتٍ بديلةٍ أمرًا صعبًا، إذ تعتمد معظم النساء في الشرق الأوسط ماليًا على أزواجهن، ويكون الوصول إلى التعليم أو التمويل نادرًا في عدة أماكن. علاوةً على ذلك، تحتاج المرأة في كثير من البلدان إلى إذنٍ من وليِّ أمرها إذا كانت ترغب في الزواج أو السفر أو حتى العمل(هاد اشي طبيعي في الديانه السلاميه و لا يعتبر عنف الا في الحالات المتطرفه المتعصبه).
كذلك تواجه النساء المتزوجات خطر العنف الأسري، ووجدت أحد الدراسات التي استهدفت النساء المصريات، بأنّ هؤلاء النساء تعتقدن أنّ العنف الجسدي الذي يمارسه شركائهن يمكن تبريره.
تخضع معظم النساء في الشرق الأوسط للزواج القسري المبكر، ويمكن أن يحدث هذا بشكل قانوني قبل سن الثامنة عشرة. يلعب الوضع الاجتماعي والاقتصادي دورًا في ذلك؛ فمن المرجح كثيرًا أن تُزوّج الأسر الفقيرة بناتها للسعر الأنسب. يحدث ذلك خاصّةً في اليمن، حيث يعتبر تزويج من تجاوزت العشرين أكثر صعوبة لأنّها أصبحت كبيرة جدًا. كشفت مقابلات أجريت مع نساء من اليمن وفلسطين، عن أن تجربتهن مع الزواج المبكر شملت ممارسات عنيفة ومؤلمة كالاغتصاب والاعتداء الجنسي من قبل أزواجهن. يعتبر العنف الجنساني ضد المرأة والأطفال الإناث في الشرق الأوسط أمرًا طبيعيًا تدعمه قيم ومعتقدات السلطوية الأبوية دينيًا وسياسي(هذا الكلام لا يمد الدين بصله بان السلام عزز المرأه).

## أوروبا
لا يزال العنف ضد المرأة يُشَكِّل قضية مستمرة في المنطقة الأوروبية مع ارتفاع معدلات التحرش الجنسي، عنف الشريك الحميم، والعنف والنزاع الأسري. تشير أبحاث الاتحاد الأوروبي إلى أنّ ثلث النساء فوق سن الخامسة عشرة قد تعرّضن لشكل من أشكال العنف الجسدي أو الجنسي. وعلى الرغم من تنفيذ المؤسسات الأوروبية مجموعة كبيرة من المبادرات عبر الاتحاد الأوروبي، إلّا أنّ تصريحات الأمم المتحدة تركز على التغيير الهيكلي بدلًا من التغيير الثقافي. أوروبا لديها أيضًا تاريخ طويل من العنف القائم على أساس الجندر، بما في ذلك فترات الاضطهاد الديني مثل فترة «مطاردة الساحرات».